# Прикрница
Прикрница (словен. Prikrnica) је насељено место у општини Моравче, Средњесловенска регија, Словенија.

## Историја
До територијалне реорганизације у Словенији била је у саставу старе општине Домжале.

## Становништво
У попису становништва из 2011. године, Прикрница је имала 69 становника.
| Број становника према пописима | Број становника према пописима | Број становника према пописима |
| ------------------------------ | ------------------------------ | ------------------------------ |
| 1991                           | 2002                           | 2011                           |
| 61                             | 60                             | 69                             |

Напомена: Године 1952. повећано за насеље Гриче које је укинуто. Године 2006. извршена је мања размена територија између насеља Доле при Крашцах и Прикрница.

## Познате личности
- Примож Петерка, ски скакач